# 홍렴석
홍렴석(紅簾石,Piemontite)는 소로규산염 광물로서, 단사정계에 속한다. 화학식은 Ca2(Al,Mn3+,Fe3+)3(SiO4)(Si2O7)O(OH)이다.
그 색은 적갈색-적흑색이며 조흔색은 적색이다. 비단과 같은 광택을 가진다.
종종 녹색편암-각섬암상의 변성암이나 저온형 열수광상에 형성되며 망간 광체의 변질대에 나타난다. 함께 나타나는 광물로는 녹염석이 있다.